# Kafr-Qara
Kafr-Qara oder Kafr-Qaraa (Arabisch كفر قرع, DMG Kafr Qarʿ; Hebräisch כַּפְר קַרִע; deutsch „Kürbisdorf“) ist eine arabische Stadt in Israel. Kafr-Qara liegt nordwestlich von Wadi Ara beziehungsweise der Grünen Linie im al-Muthallath al-schamali (nördliches Dreieck) Israels und ist 44 km südöstlich von Haifa entfernt. Der Name Kafr-Qara oder Kufr-Qaraa stammt aus dem Wort Qara(a), das im Deutschen „Kürbis“ bedeutet, und führt auf den ehemaligen Kürbisanbau in der Stadt zurück.
Die Einwohnerzahl liegt bei 18.675 (Stand 2018) und die Bodenfläche beträgt rund 7,8 km².

## Stadtgliederung
Kafr-Qara besteht aus 13 Stadtvierteln:
| - Satalin - al-Aork - al-Sanadhaoui - al-Dscholan al-Kharbi - al-Haouarni | - al-Bir - al-Maafahir - al-Balda al-Qadima/al-Baried - al-Qhazaylien | - al-Qaria al-Taaliemia - al-Nasasa - Khalat aa-sakiea - Sidr al-Aaros |

## Geschichte
Im Jahre 1915, im Ersten Weltkrieg, erbaute die Osmanische Militärbahn in Palästina für die Mittelmächte zwecks Nachschub an die Sinai- und Palästinafront die Schmalspurbahn Masʿūdiyya–Sinai. Um Feuerung für die Dampflokomotiven zu gewinnen, erbauten osmanische und deutsche Militärangehörige von Tulkarm aus Stichstrecken bis Chadera und vor Qaqun davon nordostwärts abzweigend durchs Wadi ʿAra bis hinauf nach Kafr Qara, wo der alte Wald ʿIron für Holzgewinnung ausgebeutet wurde. Die Bahn ging 1915 in Betrieb, der bei Rückzug der unterlegenen Mittelmächte 1918 aufgegeben wurde.

## Infrastruktur
Die Stadt wurde 1969 ans Stromnetz angeschlossen. Seit 1963 hat Qafr-Qara auch fließendes Wasser. 2022 bekam die Stadt auf einen Glasfaser-Internetanschluss.

## Bildung
Kafr-Qara zeichnet sich durch eine hohe Quote an Akademikern aus, die ihren Abschluss entweder an Universitäten innerhalb oder außerhalb des Landes absolviert haben. Unter anderem lebt dort eine höhere Anzahl an Ärzten (14 Ärzte pro 1000 Einwohner) als in anderen Dörfern und Städten im Land (laut Statistik der Tageszeitung Jedi’ot Acharonot 2010). 85,5 % haben im Jahr 2010 das Abitur bestanden (die Abiturientenquote in Gesamtisrael betrug im gleichen Zeitraum 75 %).

### Schulen
In Kafr-Qara gibt es folgende Schulen:
5 Grundschulen
- al-Ibtidaiya „Alif“ (al-Domkratiya al-Mojadita.)
- al-Ibtidaiya „Bā“ (al-Hakim)
- al-Ibtidaiya „Dschīm“ (al-Mostakbal)
- al-Ibtidaiya „Dāl“ (al-Haouarni)

2 Hauptschulen (7.–9. Klasse)
- Iaadadaiya „Alif“ (Ibn-Sina)
- Iaadadaiya „Bā“ (al-Salam)

4 Gymnasien
- al-Nahada al-Ahalyia-Gymnasium (7.–12. Klasse)
- Kafr-Qara al-Schamilaa-Gymnasium (Ahmad-Abdallah-Gymnasium)
- Technisches Gymnasium (Ibn al-Nafies-Gymnasium)
- Technische Gymnasium (Naamat-Gymnasium)

Außerdem sind 10 staatliche Kindergärten und mehr als 10 Vorschulen vorhanden. Darüber hinaus verfügt Kafr-Qara über einen Verein für die begabten Schülern der Stadt. Für das Schuljahr 2012/2013 steht der Bau einer Schule für autistische Kindern auf dem Plan.

#### Zweisprachige Schule
Kfar-Qara ist einer der wenigen Orte, die die Idee der zweisprachigen Schulen, die von Arabern und Juden gleichermaßen besucht werden, aufgegriffen haben; es wurde die Schule Jisr ʿaal al-Wadi/yadan bi-yad Ibtidaiya (deutsch Brücke über das Wadi/Hand in Hand-Grundschule) gegründet.
Aufgrund der Zweiten Intifada im Oktober 2000 traf eine Gruppe aus je zehn Arabern und Juden aus Wadi Ara die Entscheidung, eine gemeinsame Schule als Antwort auf Gewalt und Hass zu gründen. Der damalige Bürgermeister bot der Gruppe eine Schule neben dem Gymnasium an, die heute, nach der Genehmigung des israelischen Bildungsministeriums, jüdische und arabische Schüler erfolgreich vereinigt. Die 2004 durch das Zentrum für jüdisch-arabische Erziehung „Hand in Hand“ gegründete Grundschule „Brücke über das Wadi“ ist die dritte zweisprachige Schule im Land. Das Motto der Schule lautet: Ausbildung mit menschlichen Werten wie gegenseitiger Respekt, Gleichheit unter den Menschen, Integrität, Gerechtigkeit, Vertrauen und Toleranz. In der Schule wird u. a. die jüdische, die islamische und die christliche Kultur gelehrt. Darüber hinaus werden den Schülern die Prinzipien der Demokratie sowie der sozialen Gleichheit auf einfache, praktische Art und Weise vermittelt. Schon im ersten Jahr ihres Bestehens (2004/2005) hatte die Schule insgesamt 105 Schüler, vom Kindergarten bis zur 3. Klasse. Im nachfolgenden Schuljahr ist die Zahl auf 180 gestiegen. Die Schüler stammen sowohl aus den Siedlungen in der Umgebung von Kufr-Qaraa wie Katzir-Charisch, Pardes Channa-Karkur, ʿEin ʿIron und Givʿat Ada als auch aus anderen arabischen Städten und Dörfern wie Ara, Arʿara und Baqa al-Gharbiyye und aus Kufr-Qaraa selbst. 2006 waren 50 % der Schüler Araber und 50 % Juden.

## Andere Institutionen
Moscheen (Arabisch Masdschid) in Kfar-Qara (2010)
- Masdschid Quba
- Masdschid al-Nour
- Masdschid Nida al-Haq
- Masdschid Umar ibn al-Khattab
- Masdschid Abu Bakr as-Siddiq
- Masdschid Fatima az-Zahra
- Masdschid al-Sanadhaoui
- Masdschid al-Haouarni

Banken
- Bank Hapoalim. (Bank der Arbeiter)
- al-Bank al-Arabi al-Israeli. (Arab-Israel Bank)
- al-Baried. (Postbank)

Medizinische Versorgung
- 3 Arztpraxen für Kinder
- 5 Health-Maintenance-Organisationen
- 3 Freizeitgärten

Sonstiges
- Ein Ausbildungszentrum für Behinderte
- Eine Rand-Institution für frühkindliche Bildung
- Ein Unterhaltungszentrum für ältere Menschen
- Ein Kulturzentrum Mitnas
- Ein Forschungszentrum/-bund al-Zahraoui
- Ein Jugendverein Iehissan
- Eine Studentenorganisation al-Qalam
- Eine Hilfsorganisation für Behinderte al-Schafaa & al-Rahama

## Sport
Fußball ist der Lieblingssport in Kfar-Qara, es gibt zwei Fußballmannschaften, die in verschiedenen Ligen spielen:
- Maccabi Baladi Kufr-Qaraa (2. Liga)
- Hapoel Kufr-Qaraa (3. Liga)

## Söhne und Töchter
- Nawaf Massalcha (1943–2021), israelisch-arabischer Politiker und stellvertretender Gesundheits- und Außenminister Israels
- Jamal Zahalka (* 1955), israelischer Politiker
- Mohammad Abu Fani (* 1998), israelischer Fußballspieler